# Глібівська сільська рада (Гусятинський район)
Офіційний сайт : http://glibiwua.wix.com/48216У+Вікіпедії+є+статті+про+інші+значення+цього+терміна:+Глібівська+сільська+рада. [Архівовано 6 березня 2016 у Wayback Machine.]
Глі́бівська сільська́ ра́да — адміністративно-територіальна одиниця та орган місцевого самоврядування в Гусятинському районі Тернопільської області. Адміністративний центр — село Глібів.

## Загальні відомості
- Територія ради: 34,438 км²
- Населення ради: 981 особа (станом на 2001 рік)
- Територією ради протікає річка Гнила

## Населені пункти
Сільській раді були підпорядковані населені пункти:
- с. Глібів

## Склад ради
Рада складалася з 16 депутатів та голови.
- Голова ради: Задоріжна Надія Романівна
- Секретар ради: Лафета Марія Павлівна

### Керівний склад попередніх скликань
| Прізвище, ім'я, по батькові | Основні відомості                                                                                  | Дата обрання | Дата звільнення |
| --------------------------- | -------------------------------------------------------------------------------------------------- | ------------ | --------------- |
| Задоріжна Надія Романівна   | Сільський голова, 1973 року народження, освіта вища, член Всеукраїнського об'єднання «Батьківщина» | 26.03.2006   | 31.10.2010      |
| Задоріжна Надія Романівна   | Сільський голова, 1973 року народження, освіта вища, позапартійна                                  | 31.10.2010   |                 |

Примітка: таблиця складена за даними сайту Верховної Ради України

### Депутати
За результатами місцевих виборів 2010 року депутатами ради стали:

#### За суб'єктами висування
| Суб'єкт висування | Кількість обраних депутатів | %   |
| ----------------- | --------------------------- | --- |
| Самовисування     | 16                          | 100 |

#### За округами
| № округу | Прізвище, ім'я, по батькові       | Дата визнання обраним | Освіта  | Партійна приналежність | Відомості про обраного депутата                   |
| -------- | --------------------------------- | --------------------- | ------- | ---------------------- | ------------------------------------------------- |
| 1        | Намака Зіновій Михайлович         | 04.11.2010            | середня | позапартійний          | тимчасово не працює                               |
| 2        | Романчик Ігор Васильович          | 04.11.2010            | середня | позапартійний          | загальноосвітня школа І-ІІ ст. с. Глібів, завгосп |
| 3        | Федоришин Оксана Іванівна         | 04.11.2010            | вища    | позапартійна           | приватний підприємець                             |
| 4        | Гурський Василь Ігорович          | 04.11.2010            | середня | позапартійний          | тимчасово не працює                               |
| 5        | Антонюк Оксана Павлівна           | 04.11.2010            | середня | позапартійна           | Сільська рада, бухгалтер                          |
| 6        | Слободян Олег Петрович            | 04.11.2010            | середня | позапартійний          | тимчасово не працює                               |
| 7        | Топоровська Оксана Андріївна      | 04.11.2010            | середня | позапартійна           | фельдшерсько-акушерський пункт, завідувачка       |
| 8        | Гардиш Надія Олександрівна        | 04.11.2010            | середня | позапартійна           | фельдшерсько-акушерський пункт, акушер            |
| 9        | Яцишин Микола Михайлович          | 04.11.2010            | середня | позапартійний          | тимчасово не працює                               |
| 10       | Процьків Богдан Ярославович       | 04.11.2010            | середня | позапартійний          | тимчасово не працює                               |
| 11       | Крут Андрій Євгенович             | 04.11.2010            | середня | позапартійний          | Сільська рада, землевпорядник                     |
| 12       | Сірий Зіновій Васильович          | 04.11.2010            | середня | позапартійний          | Заповідник «Медобори», майстер                    |
| 13       | Гаврилюк Роман Ярославович        | 04.11.2010            | середня | позапартійний          | тимчасово не працює                               |
| 14       | Валійон Марія Євгенівна           | 04.11.2010            | середня | позапартійна           | приватний підприємець                             |
| 15       | Крушельницькій Ярослав Степанович | 04.11.2010            | середня | позапартійний          | ТзОВ «Агропрдукт −2», агроном                     |
| 16       | Лафета Марія Павлівна             | 04.11.2010            | середня | позапартійна           | Сільська рада, секретар                           |